# شبكة تعلم

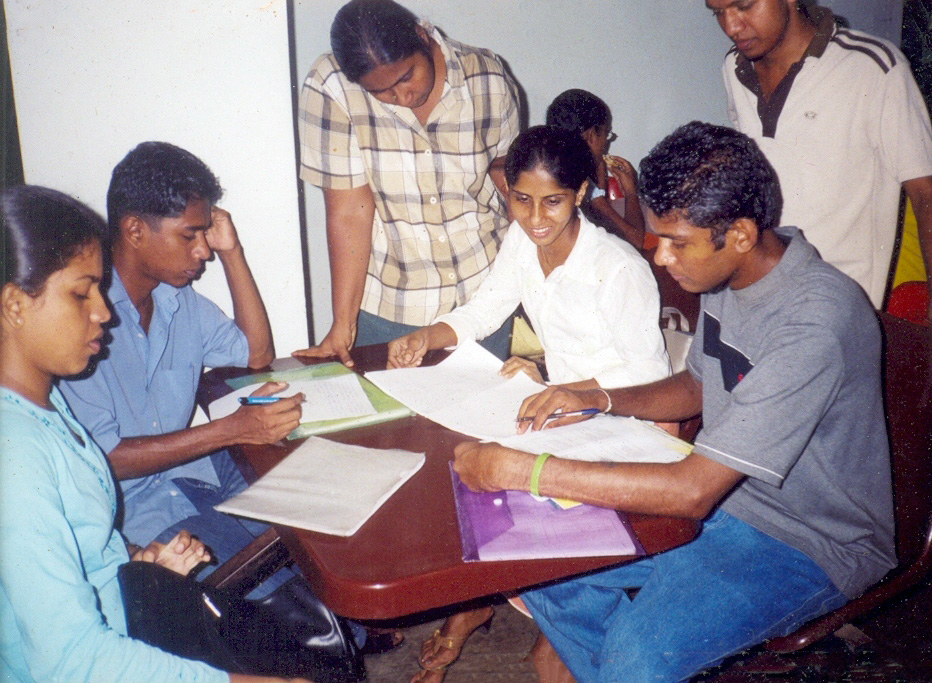

شبكة تعلم هي مجموعة من الأفراد يتشاركون نفس الاهتمامات، والقيم والمعتقدات ويعملون بنشاط في التعلم من بعضهم البعض عت طريق التعود. أصبحت شبكة التعلم القالب المعتمد في التعليم العالي وهي تعتمد على تصميم تعليمي متقدم.
ويعتبر علماء نفس دراسات الجماعة بوجود أربع عوامل تؤسس للجماعة وتربط الشبكة ببعضها وهي: (1) العضوية، (2) التأثير، (3) تلبية الحاجات الفردية و (4) والتشارك بالمشاعر والأحداث. لذلك، يجب أن يشعر أعضاء الشبكة بالولاء والانتماء للشبكة أو للجماعة التي تدفعهما للعمل من أجل الجماعة ومساعدة بعضهم وإثراء الشبكة. كما يجب أن توفر الشبكة للأعضاء مجالات تلبية متطلباتهم عن طريق العتبير عن مشاعرهم ومعتقدتاتهم وبإتاحة طلب المساعدة وتلبيتها.

## التسمية
شبكة التعلم هي ترجمة لمصطلح (بالإنجليزية: Learning network)‏. وفي الإنكليزية، قد يستعمل مصطلح "Learning community" كمرادف مما يمكننا استعمال مصطلح «جماعة تعلم» بنفس المعنى.

## روابط خارجية

### بالعربية
- جماعة التعلم الافتراضي - نقلة لتطوير التعليم. مجلة التعليم الإلكتروني في الوطن العربي، عدد 1 سبتمبر 2013.

### بلغة أجنبية
- المركز: مشاع التعلم الوطني، بالإنكليزية
- دراسة وطنية حول اللتعلم الحي، بالإنكليزية
- بوابة التعلم الجماعي المجانية ن بالإنكليزية

برامج تعلمية تعتمد مبداء التعلم الشبكي:
- The Evergreen State كلية أولمبيا في ولاية واشنطن
- Bainbridge Graduate معهد براينبريدج أيلاند
- برنامج التعلم المفتوح في المملكة المتحدة

## للإستزادة
| - إختبارات الدفاع الجوي - تعلم نشط - نظرية النشاط - مراجعة بعد العمل - براعة مؤسساتية - تعلم تعاضدي - جماعة إبداعية | - علم نفس تربوي - إدارة المعرفة - تنظيم المعرفة - نقل المعرفة - تعلم - شبكة تعلم - تعلم شبكي - صعود المركب (تنظيم) | - ذاكرة مؤسسات - هندسة مؤسسات - ربط إجتماعي - نظرية الإختيار الإسترتيجي - نظرية النص والتخاطب - شبكة القيم - تحليل شبكة القيم |